# Лумињако (Удине)
Лумињако је насеље у Италији у округу Удине, региону Фурланија-Јулијска крајина.
Према процени из 2011. у насељу је живело 796 становника. Насеље се налази на надморској висини од 71 м.